# Luis Llontop
Luis Ricardo Llontop Godeau (Lima, 2 de outubro de 1985) é um futebolista peruano que atua como goleiro. Atualmente, joga pelo Universitario de Deportes.

## Títulos
Universitario de Deportes
- Torneo Apertura: 2008
- Campeonato Peruano (2): 2009, 2013